# 鈴木淳司
鈴木 淳司（すずき じゅんじ、1958年〈昭和33年〉4月7日 - ）は、日本の政治家。自由民主党所属の元衆議院議員（6期）。総務大臣（第29代）、総務副大臣、経済産業副大臣、総務大臣政務官、衆議院法務委員長、自由民主党副幹事長、瀬戸市議会議員（2期）を歴任した。

## 来歴
愛知県瀬戸市陶原町生まれ（現住所は瀬戸市山手町）。親は鉄工所を営んでいた。瀬戸市立陶原小学校、瀬戸市立水無瀬中学校、愛知県立千種高等学校卒業。1982年、早稲田大学法学部卒業。同年、松下幸之助が設立した松下政経塾に入塾（第3期生）。
1991年、瀬戸市議会議員選挙に出馬し、初当選した。1995年に再選。1999年の市議選には出馬せず、退任。
2000年、第42回衆議院議員総選挙に自由民主党公認で愛知7区から出馬し、民主党新人の小林憲司に3,050票差まで迫るも、落選した。なお、この総選挙の直前に、連立政権を組んでいた保守党から青山丘が自民党に入党したため、コスタリカ方式が導入され、選挙後は鈴木が比例区の支部長に就任した。

### 衆議院議員に初当選
2003年の第43回衆議院議員総選挙に比例東海ブロック単独で立候補し、初当選した（青山丘は愛知7区で小林憲司に敗れ、比例復活）。
2005年の第44回衆議院議員総選挙では愛知7区から自民党公認で出馬し、民主党前職の小林憲司を破り再選した。この直前、郵政民営化に反対し、衆議院本会議における採決で造反した青山は新党日本の結党に参加し、比例東海ブロック単独で出馬したが、落選した（その後、国民新党に入党）。なお選挙後、対抗馬だった小林は覚醒剤所持の疑いで逮捕された。2008年、福田康夫改造内閣で総務大臣政務官（情報通信、郵政行政担当）に任命され、麻生内閣まで務めた。
2009年の第45回衆議院議員総選挙では自民党公認で愛知7区から出馬したが、民主党新人の山尾志桜里に敗れ、比例復活もならず落選した。
2012年の第46回衆議院議員総選挙では、愛知7区で山尾・正木裕美（日本未来の党）との三つ巴の選挙戦を制し、3度目の当選を果たした。
2014年の第47回衆議院議員総選挙では、愛知7区で前回破った山尾に5千票あまりの差で敗れたが、重複立候補していた比例東海ブロックで復活し、4度目の当選を果たした。2015年、第3次安倍第1次改造内閣で経済産業副大臣に任命される。2016年、衆議院法務委員長に就任した。
2017年5月2日、「テロ等準備罪」法案の審議をめぐり、民進党は法務委員長の鈴木の委員会運営が「強権的だ」として解任案を提出。しかし5月9日の衆院本会議で鈴木に対する解任決議案は否決された。5月19日、法務委員長として組織犯罪処罰法改正案の採決を実施。同案は与党と日本維新の会の賛成多数で可決され、本会議を経て7月11日に施行された。
2017年衆議院法務委員長を退任後、自由民主党副幹事長に就任。
2017年の第48回衆議院議員総選挙では自民党公認で愛知7区と比例東海ブロックで重複立候補した。鈴木と4度目の対決となった山尾は、週刊誌による既婚男性との交際疑惑報道で民進党を離党し、背水の陣で無所属で立候補した。山尾に834票差で敗れるも、比例東海ブロックでの復活で、5度目の当選を果たした。

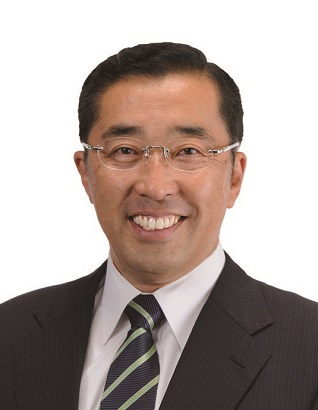
総務副大臣就任に際して公開された肖像写真

2018年第4次安倍改造内閣で総務副大臣に就任。その後、衆議院経済産業委員会 筆頭理事に就任。自民党では、党組織運動本部地方組織議員総局長、党選挙対策委員会副会長兼事務局長に就任。菅新総裁のもとで国会対策委員会副委員長(総務・憲法)に就任。
2021年10月31日の第49回衆議院議員総選挙では立憲民主党の元職の森本和義に大差をつけ6選。
2022年11月18日、衆議院選挙区の新しい区割りである「10増10減」の改正公職選挙法案が参議院で可決された。愛知県内の選挙区は15から16に増え、愛知7区の区域は「大府市、尾張旭市、豊明市、日進市、長久手市、愛知郡」に変わった。

### 総務大臣、裏金事件
2023年9月9日に岸田文雄首相が13日に内閣改造と党役員人事を行う考えを与党幹部に伝えると、森喜朗は、安倍派5人衆と言われる松野博一、西村康稔、萩生田光一、高木毅、世耕弘成の5人の派閥中枢幹部に対し、派内から2人の初入閣を希望している旨を岸田に伝えるよう、指示した。9月13日、第2次岸田第2次改造内閣が発足し、清和政策研究会（安倍派）からは順調に鈴木（総務大臣）と宮下一郎（農林水産大臣）が初入閣した。
同年12月14日、自民党5派閥の政治資金パーティーをめぐる裏金問題で、岸田首相は安倍派の閣僚4人と副大臣5人を事実上更迭。鈴木は総務大臣を辞任した。同日に開かれた退任記者会見で、鈴木は否定の立場から一転してキックバックがあったことを認めた。
2024年9月12日、自民党総裁選挙が告示され、9人が立候補した。鈴木は高市早苗の推薦人に名を連ねた。9月17日、候補者9人はTBSの報道番組「news23」に出演しテレビ討論を行った。高市は、推薦人20人のうち、鈴木を含む13人が党本部が公表した「裏金議員」であること、役職停止や戒告の処分を受けた議員が含まれていることなどを指摘されると、「どの方を20人に入れるかは選対、チームにまかせたので、私は翌日の新聞（を読む）まで知らなかった」と答えた。9月27日総裁選執行。高市は1回目の投票で1位となるが、決選投票で石破茂に敗れた。

### 2024年衆議院議員選挙
2024年10月6日、石破茂首相は第50回衆議院議員総選挙に向けて、政治資金パーティー裏金事件で党員資格停止の処分を受けた議員などを公認しないことを決めるとともに、鈴木ら裏金議員43人について比例代表への重複立候補を認めない方針を示した。10月15日、総選挙公示。愛知7区からは鈴木淳司、国民民主党の日野紗里亜、日本共産党の鈴木弘一の3人が立候補した。公明党は16日までに、出馬した計46人の裏金議員のうち、鈴木ら35人を推薦した。10月17日に日本経済新聞が序盤情勢を発表し、「日野がややリード。鈴木が自民支持層の3分の2を固めて追う」と報じた。自民党は裏金問題や統一教会問題、10月23日に発覚した非公認候補への2000万円支給問題などで逆風が吹き荒れた。10月27日、総選挙執行。投票締め切りの20時直後にNHKは日野の当選確実を報じ、日野は初当選を果たした。比例重複が認められなかった鈴木は議席を失った。裏金事件に関係した候補者は18勝28敗だった。

## 政策・主張

### 憲法
- 憲法改正について、2017年、2021年、2024年のアンケートで「賛成」と回答[48][49][50]。

- 9条改憲について、2017年の中日新聞社のアンケートで「賛成」と回答[51]。9条への自衛隊の明記について、2021年、2024年のNHKのアンケートで「賛成」と回答[52][50]。

- 改正すべき項目として「自衛隊の保持を明記する」「環境権に関する条項を新設する」「家族の尊重や家族間の相互扶助に関する条項を新設する」「教育の充実に向けた環境整備を行う旨を明記する」「各都道府県から必ず1人は参議院議員を選出するよう明記する」「緊急事態に関する条項を新設する」と主張[49]。

- 集団的自衛権の行使を禁じた内閣法制局の憲法解釈の見直しに賛成[53][54]。

- 憲法を改正し緊急事態条項を設けることについて、2021年の毎日新聞社、2024年のNHKのアンケートで「賛成」と回答[55][50]。

### 外交・安全保障
- 安全保障関連法の成立について、2017年のアンケートで「評価する」と回答[48]。

- 「他国からの攻撃が予想される場合には敵基地攻撃もためらうべきではない」との問題提起に対し、2017年のアンケートで「反対」と回答[48]。2021年のアンケートで「どちらかと言えば賛成」と回答[49]。

- 「北朝鮮に対しては対話よりも圧力を優先すべきだ」との問題提起に対し、2017年のアンケートで「どちらかと言えば賛成」と回答[48]。2021年のアンケートで「賛成」と回答[49]。

- 普天間基地の辺野古移設について、2021年のアンケートで「賛成」と回答[49]。

- 日本の核武装について、2012年の毎日新聞社のアンケートで「将来にわたって検討すべきでない」と回答[53]。

- 日本による過去の植民地支配と侵略を認めて謝罪した「村山談話」の見直し論議について、2014年の毎日新聞社のアンケートで「見直すべき」と回答[54]。

- 従軍慰安婦に対する旧日本軍の関与を認めた「河野談話」の見直し論議について、2014年の毎日新聞社のアンケートで「見直すべき」と回答[54]。

### ジェンダー
- 選択的夫婦別姓制度の導入についての各メディアのアンケートの結果は以下のとおり。
  - 2017年 - 朝日新聞社には「どちらかといえば反対」と回答[48]。
  - 2021年 - 朝日新聞社には「反対」と回答[49]。
  - 2024年 - NHKには「反対」と回答[50]。
- 2021年1月30日、鈴木ら自民党国会議員有志50人は、47都道府県議会議長のうち同党所属の約40人に、選択的夫婦別姓の導入に賛同する意見書を採択しないよう求める文書を郵送した。地方議員や市民団体は、地方議会の独立性を脅かす行為だとして鈴木らを批判した[56][57][58][59][60]。

- 同性婚を可能とする法改正についての各メディアのアンケートの結果は以下のとおり。
  - 2017年 - 朝日新聞社には「どちらかといえば反対」と回答[48]。
  - 2021年 - NHKには「反対」と回答[52]。「同性婚を制度として認めるべきだと考えるか」との毎日新聞社のアンケートに対し、「認めるべきでない」と回答[55]。
  - 2024年 - NHKには「反対」と回答[50]。

- 「LGBTなど性的少数者をめぐる理解増進法案を早期に成立させるべきか」との問題提起に対し、2021年の朝日新聞社のアンケートで「どちらとも言えない」と回答[49]。

- クオータ制の導入について、2021年のNHKのアンケートで「どちらかといえば反対」と回答[52]。同年の毎日新聞社のアンケートで「反対」と回答[55]。2024年のNHKのアンケートで回答しなかった[50]。

### その他
- 原子力発電所の再稼働問題について、2017年の中日新聞社のアンケートで「新規制基準を満たす原発は再稼働すべき」と回答[51]。

- 「原子力発電への依存度について今後どうするべきか」との問題提起に対し、「高めるべき」と回答[52]。

- アベノミクスについて、2017年のアンケートで「評価する」と回答[48]。

- 安倍内閣による森友学園問題・加計学園問題への対応について、2017年のアンケートで「どちらかといえば評価する」と回答[48]。

- 森友学園への国有地売却をめぐる公文書改竄問題で、2021年5月6日、国は「赤木ファイル」の存在を初めて認めた[61]。しかし5月13日、菅義偉首相はファイルの存在を踏まえた再調査を行わない考えを報道各社に書面で示した[62]。9月の自民党総裁選挙で総裁に選出された岸田文雄も10月11日、衆議院本会議の代表質問で再調査の実施を否定した[63]。国の対応をどう考えるかとの同年の毎日新聞社のアンケートに対し、「これ以上、調査や説明は必要ない」と回答[55]。

- 首相の靖国神社参拝について、2017年のアンケートで「賛成」と回答[48]。

- 女性宮家の創設に反対[53]。

- 内閣総理大臣やその他の国務大臣の靖国神社への参拝は「問題ない」としている[54]。

- ヘイトスピーチの法律による規制に反対[54]。

- カジノの解禁に賛成[54]。

## 不祥事

### 政治資金パーティー収入の裏金問題
2023年12月1日、朝日新聞が、自民党5派閥が開いた政治資金パーティーをめぐる問題で、清和政策研究会（安倍派）が、所属議員が販売ノルマを超えて集めた分の収入を裏金として議員側にキックバックする運用を組織的に続けてきた疑いがあるとスクープした。安倍派は2018～2022年に毎年1回パーティーを開き、計6億5884万円の収入を政治資金収支報告書に記載している。一方、収入・支出のいずれにも記載していない裏金の総額は直近5年間で1億円を超えるとされ（のちに5億円に修正）、共同通信は「実際のパーティー収入は少なくとも8億円前後に膨らむ可能性がある」と報じた。同日、鈴木は閣議後会見で自身へのキックバックについて問われ、「決して集金力の高い事務所ではないので、毎回、支援者、企業に本当に丁寧にお願いして何とかクリアしている。ぎりぎり、かつかつの状況でいつもやっている」と説明。「（ノルマを超えた収入がないため）派閥から受け取ったことはない」と否定した。
同年12月10日、岸田文雄首相は、安倍派所属の閣僚4人、副大臣5人、大臣政務官6人の政務三役15人について、全員交代させる意向を固めた（政務官6人については2日後に訂正）。
同年12月14日、鈴木は総務大臣の辞表を提出し受理された。同日に開かれた退任記者会見で、鈴木は否定の立場から一転してキックバックがあったことを認めた。翌15日、新旧総務相の引き継ぎで総務省を訪れた際に記者団の取材に応じ、直近5年間に60万円の裏金を受け取っていたことを明らかにした。また、販売ノルマの超過分に対する派閥からのキックバックについて「この（政治の）世界で、文化と言えば変だが、そういう認識があった」と述べた。鈴木自身の説明によれば、鈴木に対する販売ノルマは通常210万円だったが、新型コロナウイルス流行下の2020～2022年の3年間は110万円に引き下げられたとされる。
鈴木は12月19日に東京都内で政治資金パーティーを開く予定だったが、日程を延期した。ちょうどこの日、東京地検特捜部は安倍派と二階派の事務所を家宅捜索した。
2024年5月14日、衆議院政治倫理審査会は、裏金事件に関与しながら同審査会で弁明していない自民党議員44人に出席と説明を求める野党の申立てを全会一致で可決した。同月17日、参議院政治倫理審査会も同様に、弁明していない議員29人に出席と説明を求める申立てを全会一致で可決した。鈴木を含む関係議員73人は全員出席を拒否し、6月23日に通常国会は閉会した。

## 所属団体・議員連盟
- 日本会議国会議員懇談会
- みんなで靖国神社に参拝する国会議員の会[79]
- 創生「日本」
- 日韓議員連盟
- TPP交渉における国益を守り抜く会
- 脱炭素社会実現と国力維持・向上のための最新型原子力リプレース推進議員連盟幹事長
- 陶磁器文化・産業振興議連事務局長

## 選挙歴
| 当落 | 選挙                     | 執行日         | 年齢 | 選挙区           | 政党       | 得票数     | 得票率 | 定数 | 得票順位 /候補者数 | 政党内比例順位 /政党当選者数 |
| ---- | ------------------------ | -------------- | ---- | ---------------- | ---------- | ---------- | ------ | ---- | ------------------ | ---------------------------- |
| 当   | 1991年瀬戸市議会議員選挙 | 1991年4月21日  | 33   | ーー             | ーー       | ーー票     | ーー   |      | /                  | /                            |
| 当   | 1995年瀬戸市議会議員選挙 | 1995年4月23日  | 37   | ーー             | ーー       | ーー票     | ーー   |      | /                  | /                            |
| 落   | 第42回衆議院議員総選挙   | 2000年06月25日 | 42   | 愛知県第7区      | 自由民主党 | 8万3601票  | 37.17% | 1    | 2/6                | /                            |
| 当   | 第43回衆議院議員総選挙   | 2003年11月09日 | 45   | 比例東海ブロック | 自由民主党 | ーー票     | ーー   | 21   | /                  | 3/8                          |
| 当   | 第44回衆議院議員総選挙   | 2005年09月11日 | 47   | 愛知県第7区      | 自由民主党 | 13万4535票 | 50.00% | 1    | 1/3                | /                            |
| 落   | 第45回衆議院議員総選挙   | 2009年08月30日 | 51   | 愛知県第7区      | 自由民主党 | 10万8783票 | 36.52% | 1    | 2/3                | /                            |
| 当   | 第46回衆議院議員総選挙   | 2012年12月16日 | 54   | 愛知県第7区      | 自由民主党 | 11万390票  | 42.84% | 1    | 1/4                | /                            |
| 比当 | 第47回衆議院議員総選挙   | 2014年12月14日 | 56   | 愛知県第7区      | 自由民主党 | 10万8151票 | 44.42% | 1    | 2/3                | 1/8                          |
| 比当 | 第48回衆議院議員総選挙   | 2017年10月22日 | 59   | 愛知県第7区      | 自由民主党 | 12万7329票 | 49.84% | 1    | 2/2                | 2/8                          |
| 当   | 第49回衆議院議員総選挙   | 2021年10月31日 | 63   | 愛知県第7区      | 自由民主党 | 14万4725票 | 54.70% | 1    | 1/3                | /                            |
| 落   | 第50回衆議院議員総選挙   | 2024年10月27日 | 66   | 愛知県第7区      | 自由民主党 | 7万1176票  | 35.7%  | 1    | 2/3                | /                            |